# 威廉·拉佐尼克
威廉·拉佐尼克（1945年6月8日—）是一位加拿大经济学家，毕业于多倫多大學、倫敦政治經濟學院和美国哈佛大学，研究方向是世界經濟与创新。